# Table des caractères Unicode/U10190
Cette page contient des caractères spéciaux ou non latins. S’ils s’affichent mal (▯, ?, etc.), consultez la page d’aide Unicode.
Table des caractères Unicode U+10190 à U+101CF.

## Symboles antiques(Unicode 5.1)
Symboles utilisés durant l'Antiquité gréco-romaine : poids et mesures romains (sextant, once, demi-once, sextule, demi-sextule, silique), symboles des pièces de monnaie romaines (denier, quinaire, sesterce, dupondius et as), autres symboles épigraphiques romains (centurie et ascia) et symbole grec spécifique (tau-rhô).

### Table des caractères
| en fr   | 0 | 1 | 2 | 3 | 4 | 5 | 6 | 7 | 8 | 9 | A | B | C | D | E | F |
| ------- | - | - | - | - | - | - | - | - | - | - | - | - | - | - | - | - |
| U+10190 | 𐆐 | 𐆑 | 𐆒 | 𐆓 | 𐆔 | 𐆕 | 𐆖 | 𐆗 | 𐆘 | 𐆙 | 𐆚 | 𐆛 | 𐆜 |   |   |   |
| U+101A0 | 𐆠 |   |   |   |   |   |   |   |   |   |   |   |   |   |   |   |
| U+101B0 |   |   |   |   |   |   |   |   |   |   |   |   |   |   |   |   |
| U+101C0 |   |   |   |   |   |   |   |   |   |   |   |   |   |   |   |   |